# Babka (pastís)

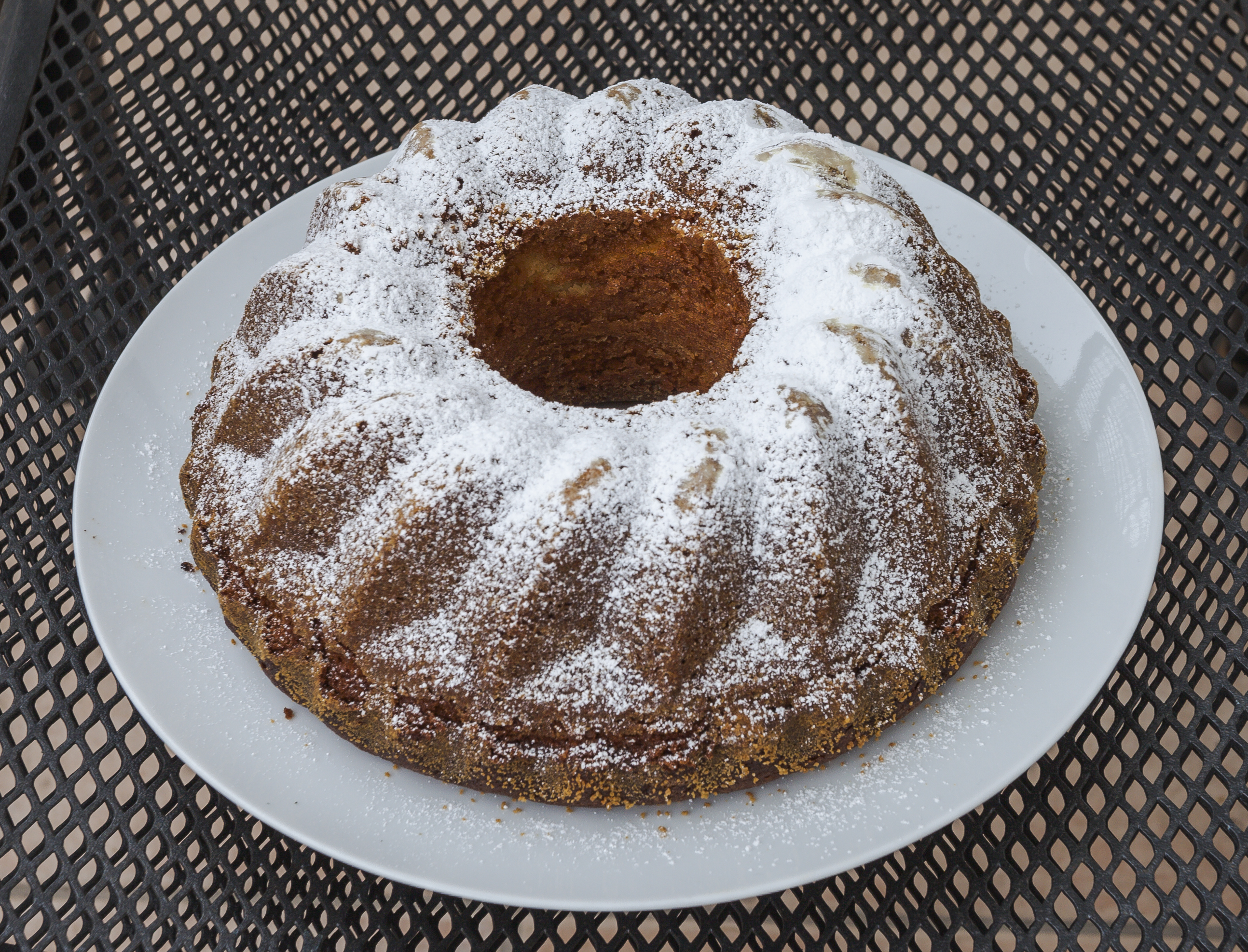
Babka amb sucre

El babka o bobka, també conegut com a baba, és un pastís dolç elaborat amb llevat.
Els noms babka (en rus бабка) i baba (баба) signifiquen «àvia», i al·ludeixen probablement a la forma del pastís, un cilindre alt, de vegades amb ondulacions que recorden els plecs d'una faldilla.

## Europa de l'Est
Es tracta d'un pastís esponjós amb llevat que es prepara tradicionalment per a diumenge de Pasqua a Lituània, Polònia, Eslovàquia, Belarús, Ucraïna i Rússia Occidental. Darra Goldstein, professor de rus en el Williams College, afirma que «babka ve de baba, un delicat pastís amb llevat molt alt però saborós que es consumeix a Rússia occidental i Polònia oriental.» El babka tradicional té algun tipus de farciment de fruites, especialment panses, i es glaça amb un gebratge amb gust de fruita, afegint-hi de vegades rom. Els babkas moderns poden ser de xocolata o ser farcits de formatge.

### Belarús i Lituània

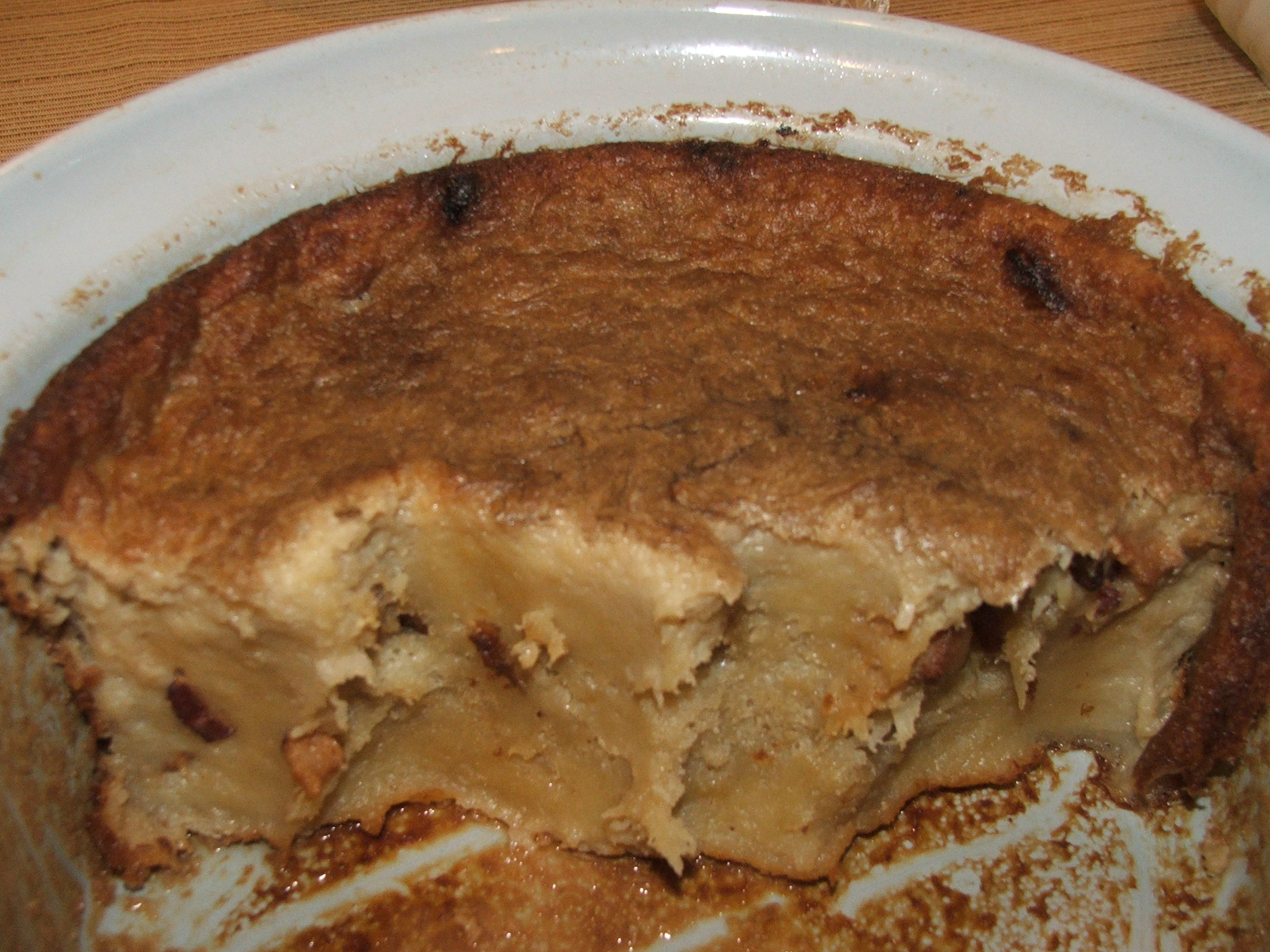
Babka belarús

Babka és també el nom d'un plat salat, especialment popular a Belarús i Lituània, on s'anomena bulvių plokštainis. S'elabora amb patata ratllada, ou, ceba i cansalada viada. Es cuina en un atuell de terrissa i sovint se serveix amb una salsa de crema agra i tires de cansalada de porc. Segons la recepta i el mètode de cocció pot ser un pastís de patata escatós o un contundent púding.

## Versió jueva
Una altra versió de babka està relacionada amb la tradició jueva de l'est d'Europa. Aquesta versió s'elabora a partir d'una tira de massa amb llevat doble i trenada, i acostuma a cuinar-se en un motlle de rebosteria alt. En lloc del farciment de fruita la massa conté canyella o xocolata. Acostuma a cobrir-se amb streusel. Un pastís semblant denominat kokosh també és popular a les pastisseries jueves. El kokosh també s'elabora amb xocolata i canyella, però és més baix i llarg que el babka, i no es trena ni es cobreix amb streusel.
A més a més de la varietat per a postres, també existeix una versió tradicional jueva de l'Est d'Europa preparada durant el Pésaj a manera de pa. En general aquest tipus no és dolç i es prepara a partir de matzà triturat amb aigua, ou i sal. Alguns jueus polonesos nomenen els blini amb aquests ingredients bubbeleh, nom similar a babka.